# Amauroencyrtus
Amauroencyrtus is een geslacht van vliesvleugeligen uit de familie Encyrtidae. De wetenschappelijke naam van dit geslacht is voor het eerst geldig gepubliceerd in 1985 door De Santis.

## Soorten
Het geslacht Amauroencyrtus is monotypisch en omvat slechts de volgende soort:
- Amauroencyrtus micans De Santis, 1985